# Tercera Federación - Grupo VII 2023-24
La temporada 2023-24 del Grupo VII de la Tercera Federación de fútbol comenzó el 9 de septiembre de 2023 y finalizó el 12 de mayo de 2024. Posteriormente se disputó la promoción de ascenso entre el 19 de mayo y el 9 de junio en su fase territorial, y seguidamente finalizó en su fase nacional entre el 16 y 23 de junio.
Se trata de la tercera edición tras la restructuración de las categorías no profesionales por parte de la RFEF y es la quinta categoría a nivel nacional.

## Sistema de competición
Participan dieciocho clubes en un único grupo. Se enfrentan todos contra todos en dos ocasiones -una en campo propio y otra en campo contrario- durante un total de 34 jornadas. El orden de los encuentros se decide por sorteo antes de empezar la competición. La Federación de Fútbol de la Comunidad de Madrid es la responsable de designar las fechas de los partidos y los árbitros de cada encuentro, reservando al equipo local la potestad de fijar el horario exacto de cada encuentro. 
Una vez finalizada la competición, el primer clasificado asciende directamente a Segunda Federación, se clasifica a la Copa del Rey de fútbol 2024-25 (siempre que no sea un equipo filial) y se proclama campeón de Tercera Federación, y también se clasifica a la Copa del Rey de fútbol 2024-25 los 7 mejores segundos entre los grupos de Tercera Federación.
Los clasificados entre el segundo y el quinto lugar disputan un Play Off territorial en formato de eliminatorias a doble partido ida y vuelta. En caso de empate el vencedor de la eliminatoria es el equipo mejor clasificado. El equipo vencedor de este Play Off se clasifica a la Promoción de ascenso a Segunda Federación que tiene carácter de final interterritorial.
Los últimos clasificados, mínimo tres equipos, descienden directamente a Preferente Madrid. Hay que tener en cuenta que el número de descensos en esta temporada será proporcional a las necesidades de la Territorial de la Comunidad de Madrid para ajustarse a ese número de equipos.
El sistema de competición y las consecuencias clasificatorias fueron aprobadas por la RFEF.
Antes del inicio de la temporada liguera, se disputa la Copa RFFM de Tercera División, en la que participan los 8 mejores clubes, no ascendidos, de la temporada anterior. La Copa RFFM da inicio a las competiciones de la categoría.
En la actual temporada, la Copa RFFM de Tercera División 2023-24 no se llegó a disputar por falta de fechas.

## Equipos participantes

### Ascensos y descensos
| Pos.   | Ascendidos a 2.ª Federación |
| ------ | --------------------------- |
| 1.º    | C. D. E. Ursaria            |
| P. off | Getafe C. F. "B" (3.°)      |

| Pos. | Descendidos de 2.ª Federación |
| ---- | ----------------------------- |
| 14.º | C. D. Leganés "B"             |
| 15.º | A. D. Alcorcón "B"            |

| Pos.      | Ascendidos de Preferente Madrid |
| --------- | ------------------------------- |
| 1.º Gr. 1 | C. D. F. Tres Cantos            |
| 1.º Gr. 2 | C. D. Colonia Moscardó          |
| 2.º Gr. 1 | F. C. Villanueva del Pardillo   |
| 2.º Gr. 2 | A. D. Parla                     |

| Pos. | Descendidos a Preferente Madrid |
| ---- | ------------------------------- |
| 15.º | C. F. Fuenlabrada Promesas      |
| 16.º | Real Aranjuez C. F.             |

### Información de los equipos participantes
| Equipo                        | Localidad               | Estadio                                   | Capacidad |
| ----------------------------- | ----------------------- | ----------------------------------------- | --------- |
| R. S. D. Alcalá               | Alcalá de Henares       | El Val                                    | 7.000     |
| A. D. Alcorcón "B"            | Alcorcón                | Anexo de Santo Domingo                    | 800       |
| C. D. Canillas                | Madrid                  | Instalaciones Municipales de Canillas     | 1.000     |
| C. U. Collado Villalba        | Collado Villalba        | Ciudad deportiva Collado Villalba         | 1.000     |
| C. D. Colonia Moscardó        | Madrid                  | Román Valero                              | 5.000     |
| C. D. Galapagar               | Galapagar               | El Chopo                                  | 1.000     |
| Las Rozas C. F.               | Las Rozas               | Dehesa de Navalcarbón                     | 3.000     |
| C. D. Leganés "B"             | Leganés                 | Anexo Jesús Polo                          | 1.000     |
| C. D. Móstoles URJC           | Móstoles                | Estadio municipal de El Soto              | 14.000    |
| C. D. Paracuellos MX          | Paracuellos de Jarama   | Campo municipal de Paracuellos            | 2.500     |
| A. D. Parla                   | Parla                   | Los Prados                                | 2.500     |
| C. F. Pozuelo de Alarcón      | Pozuelo de Alarcón      | Valle de las Cañas                        | 2.000     |
| Rayo Vallecano "B"            | Madrid                  | Ciudad deportiva Fundación Rayo Vallecano | 2.900     |
| Real Madrid C. F. "C"         | Madrid                  | Ciudad Real Madrid                        | 1.100     |
| A. D. Torrejón C. F.          | Torrejón de Ardoz       | Las Veredillas                            | 500       |
| C. D. F. Tres Cantos          | Tres Cantos             | Jaime Mata                                | 1.200     |
| C. F. Trival Valderas         | Alcorcón                | La Canaleja                               | 2.000     |
| F. C. Villanueva del Pardillo | Villanueva del Pardillo | Municipal Los Pinos                       | 1.000     |

### Cambios de entrenadores
| Equipo                   | Entrenador (Jornadas)            | Fecha de vacante         | Tipo de salida | Posición en la tabla | Entrenador entrante  | Fecha de nombramiento    |
| ------------------------ | -------------------------------- | ------------------------ | -------------- | -------------------- | -------------------- | ------------------------ |
| C. D. C. Moscardó        | José Luis Navarro (2.º jor.)     | 18 de septiembre de 2023 | Destitución    | 15.º                 | Javi Meléndez        | 20 de septiembre de 2023 |
| C. D. C. Moscardó        | Javi Meléndez (7.º jor.)         | 25 de octubre de 2023    | Destitución    | 18.º                 | Javier Poves         | 26 de octubre de 2023    |
| C. U. Collado Villalba   | Mateo García (8.º jor.)          | 30 de octubre de 2023    | Destitución    | 13.º                 | Rodrigo Íñigo INT.   | 30 de octubre de 2023    |
| C. U. Collado Villalba   | Rodrigo Íñigo INT. (10.º jor.)   | 15 de noviembre de 2023  | Relevo         | 17.º                 | Juan Carlos Gómez    | 16 de noviembre de 2023  |
| C. D. Paracuellos MX     | Chema Hidalgo (10.º jor.)        | 13 de noviembre de 2023  | Destitución    | 16.º                 | Sergio Rubio         | 14 de noviembre de 2023  |
| Las Rozas C. F.          | David García Aguilar (12.º jor.) | 27 de noviembre de 2023  | Destitución    | 10.º                 | Manu González Millán | 29 de noviembre de 2023  |
| C. F. Trival Valderas    | Ernesto Gallardo (21.º jor.)     | 19 de febrero de 2024    | Destitución    | 16.º                 | Raúl Montero INT.    | 21 de febrero de 2024    |
| C. F. Pozuelo de Alarcón | Juanjo Granero (21.º jor.)       | 21 de febrero de 2024    | Destitución    | 17.º                 | Juan Celis INT.      | 22 de febrero de 2024    |
| C. F. Pozuelo de Alarcón | Juan Celis INT. (23.º jor.)      | 5 de marzo de 2024       | Rescisión      | 17.º                 | Víctor Aguirre       | 6 de marzo de 2024       |

## Clasificación
| Pos. | Equipo                            | Pts. | PJ | G  | E  | P  | GF | GC | Dif. |                                                                          |
| ---- | --------------------------------- | ---- | -- | -- | -- | -- | -- | -- | ---- | ------------------------------------------------------------------------ |
| 1    | Real Madrid C. F. "C" (A, C)      | 76   | 34 | 23 | 7  | 4  | 62 | 18 | +44  | Ascenso a Segunda Federación                                             |
| 2    | C. D. Móstoles URJC (A)           | 63   | 34 | 17 | 12 | 5  | 57 | 33 | +24  | Acceso a Promoción de Ascenso a Segunda Federación y Copa del Rey        |
| 3    | C. D. Leganés "B"                 | 58   | 34 | 16 | 10 | 8  | 50 | 34 | +16  | Acceso a Promoción de Ascenso a Segunda Federación                       |
| 4    | Las Rozas C. F.*                  | 50   | 34 | 13 | 11 | 10 | 51 | 39 | +12  | Acceso a Promoción de Ascenso a Segunda Federación                       |
| 5    | C. D. Colonia Moscardó (A)        | 50   | 34 | 14 | 8  | 12 | 48 | 48 | 0    | Acceso a Promoción a Segunda Federación con Ascenso a Segunda Federación |
| 6    | R. S. D. Alcalá                   | 48   | 34 | 13 | 9  | 12 | 52 | 47 | +5   |                                                                          |
| 7    | C. D. F. Tres Cantos*             | 48   | 34 | 14 | 6  | 14 | 45 | 48 | −3   |                                                                          |
| 8    | A. D. Alcorcón "B"                | 45   | 34 | 11 | 12 | 11 | 36 | 33 | +3   |                                                                          |
| 9    | A. D. Torrejón C. F.*             | 44   | 34 | 9  | 17 | 8  | 40 | 38 | +2   |                                                                          |
| 10   | C. D. Galapagar                   | 41   | 34 | 10 | 11 | 13 | 44 | 55 | −11  |                                                                          |
| 11   | C. D. Paracuellos MX              | 40   | 34 | 10 | 10 | 14 | 36 | 46 | −10  |                                                                          |
| 12   | C. F. Trival Valderas             | 40   | 34 | 8  | 16 | 10 | 33 | 40 | −7   |                                                                          |
| 13   | C. D. Canillas*                   | 40   | 34 | 10 | 10 | 14 | 35 | 46 | −11  |                                                                          |
| 14   | C. U. Collado Villalba            | 39   | 34 | 10 | 9  | 15 | 42 | 46 | −4   |                                                                          |
| 15   | Rayo Vallecano "B"                | 39   | 34 | 11 | 6  | 17 | 43 | 57 | −14  |                                                                          |
| 16   | A. D. Parla                       | 38   | 34 | 9  | 11 | 14 | 37 | 47 | −10  |                                                                          |
| 17   | F. C. Villanueva del Pardillo (D) | 35   | 34 | 8  | 11 | 15 | 27 | 39 | −12  | Descenso a Preferente Madrid                                             |
| 18   | C. F. Pozuelo de Alarcón (D)      | 29   | 34 | 5  | 14 | 15 | 28 | 52 | −24  | Descenso a Preferente Madrid                                             |

Actualizado a los partidos jugados el 12 de mayo de 2024.
 Fuente: Resultados Fútbol
Notas
1. ↑  «Vacante de Segunda Federación» (en español). 22 de julio de 2024. Consultado el 22 de julio de 2024. «Asciende a Segunda Federación por la plaza vacante por causas económicas del C. D. E. Ursaria.»

(*) Equipos inscritos para jugar la Copa RFEF (Fase Regional de Madrid) 2024-25.

|                       |
| Campeón               |
| Real Madrid C. F. "C" |
| 1.er título           |

### Evolución de la clasificación
| Jornada          | 1    | 2    | 3    | 4    | 5    | 6    | 7    | 8    | 9    | 10   | 11   | 12    | 13    | 14    | 15    | 16   | 17   | 18   | 19   | 20   | 21   | 22   | 23   | 24   | 25   | 26   | 27   | 28   | 29   | 30   | 31   | 32   | 33   | 34   |
| Equipo           |      |      |      |      |      |      |      |      |      |      |      |       |       |       |       |      |      |      |      |      |      |      |      |      |      |      |      |      |      |      |      |      |      |      |
| ---------------- | ---- | ---- | ---- | ---- | ---- | ---- | ---- | ---- | ---- | ---- | ---- | ----- | ----- | ----- | ----- | ---- | ---- | ---- | ---- | ---- | ---- | ---- | ---- | ---- | ---- | ---- | ---- | ---- | ---- | ---- | ---- | ---- | ---- | ---- |
| Real Madrid "C"  | 5.º  | 1.º  | 1.º  | 1.º  | 1.º  | 1.º  | 1.º  | 1.º  | 1.º  | 1.º  | 1.º  | 1.º   | 1.º   | 1.º   | 1.º   | 1.º  | 1.º  | 1.º  | 1.º  | 1.º  | 1.º  | 1.º  | 1.º  | 1.º  | 1.º  | 1.º  | 1.º  | 1.º  | 1.º  | 1.º  | 1.º  | 1.º  | 1.º  | 1.º  |
| Móstoles URJC    | 14.º | 8.º  | 3.º  | 5.º  | 7.º  | 5.º  | 3.º  | 3.º  | 4.º  | 5.º  | 4.º  | 3.º   | 3.º   | 2.º   | 2.º   | 2.º  | 3.º  | 2.º  | 2.º  | 2.º  | 2.º  | 2.º  | 2.º  | 2.º  | 2.º  | 2.º  | 2.º  | 2.º  | 2.º  | 2.º  | 2.º  | 2.º  | 2.º  | 2.º  |
| Leganés "B"      | 4.º  | 2.º  | 2.º  | 2.º  | 2.º  | 2.º  | 2.º  | 2.º  | 2.º  | 2.º  | 2.º  | 2.º   | 2.º   | 3.º   | 4.º   | 3.º  | 2.º  | 3.º  | 3.º  | 3.º  | 3.º  | 3.º  | 3.º  | 3.º  | 3.º  | 3.º  | 3.º  | 3.º  | 3.º  | 3.º  | 3.º  | 3.º  | 3.º  | 3.º  |
| Las Rozas        | 15.º | 16.º | 12.º | 8.º  | 3.º  | 6.º  | 9.º  | 5.º  | 8.º  | 8.º  | 8.º  | 10.º  | 10.º  | 15.º  | 13.º  | 8.º  | 8.º  | 13.º | 15.º | 15.º | 15.º | 15.º | 13.º | 12.º | 9.º  | 5.º  | 8.º  | 7.º  | 8.º  | 5.º  | 6.º  | 4.º  | 4.º  | 4.º  |
| Col. Moscardó    | 7.º  | 15.º | 15.º | 17.º | 16.º | 18.º | 18.º | 17.º | 17.º | 15.º | 15.º | 18.º  | 16.º  | 16.º  | 17.º  | 17.º | 11.º | 7.º  | 10.º | 12.º | 11.º | 5.º  | 6.º  | 8.º  | 11.º | 10.º | 11.º | 11.º | 9.º  | 8.º  | 7.º  | 7.º  | 5.º  | 5.º  |
| Alcalá           | 16.º | 17.º | 13.º | 14.º | 14.º | 12.º | 8.º  | 11.º | 7.º  | 6.º  | 6.º  | 7.º   | 7.º   | 13.º* | 15.º* | 10.º | 6.º  | 8.º  | 8.º  | 6.º  | 6.º  | 6.º  | 5.º  | 5.º  | 5.º  | 6.º  | 6.º  | 4.º  | 5.º  | 6.º  | 4.º  | 5.º  | 6.º  | 6.º  |
| Tres Cantos      | 2.º  | 9.º  | 10.º | 13.º | 12.º | 15.º | 15.º | 14.º | 16.º | 10.º | 9.º  | 11.º  | 17.º  | 10.º  | 6.º   | 11.º | 13.º | 9.º  | 13.º | 8.º  | 4.º  | 7.º  | 8.º  | 6.º  | 7.º  | 4.º  | 4.º  | 5.º  | 4.º  | 4.º  | 5.º  | 6.º  | 7.º  | 7.º  |
| Alcorcón "B"     | 12.º | 7.º  | 11.º | 6.º  | 8.º  | 9.º  | 5.º  | 4.º  | 3.º  | 3.º  | 5.º  | 4.º   | 4.º   | 4.º*  | 3.º*  | 4.º  | 5.º  | 5.º  | 4.º  | 7.º  | 10.º | 13.º | 14.º | 14.º | 10.º | 9.º  | 7.º  | 8.º  | 6.º  | 7.º  | 10.º | 9.º  | 9.º  | 8.º  |
| Torrejón         | 1.º  | 3.º  | 8.º  | 4.º  | 6.º  | 4.º  | 7.º  | 9.º  | 9.º  | 9.º  | 12.º | 9.º   | 9.º   | 11.º  | 8.º   | 6.º  | 7.º  | 11.º | 14.º | 9.º  | 9.º  | 12.º | 12.º | 9.º  | 8.º  | 11.º | 9.º  | 9.º  | 10.º | 11.º | 9.º  | 8.º  | 8.º  | 9.º  |
| Galapagar        | 17.º | 10.º | 4.º  | 7.º  | 10.º | 10.º | 6.º  | 7.º  | 11.º | 11.º | 10.º | 6.º   | 6.º   | 9.º   | 16.º  | 15.º | 10.º | 6.º  | 6.º  | 5.º  | 5.º  | 4.º  | 4.º  | 4.º  | 4.º  | 8.º  | 5.º  | 6.º  | 7.º  | 9.º  | 8.º  | 10.º | 10.º | 10.º |
| Paracuellos      | 9.º  | 5.º  | 6.º  | 9.º  | 9.º  | 8.º  | 12.º | 15.º | 14.º | 16.º | 17.º | 16.º  | 12.º  | 8.º   | 14.º  | 9.º  | 12.º | 15.º | 11.º | 13.º | 12.º | 11.º | 15.º | 15.º | 15.º | 13.º | 13.º | 12.º | 13.º | 10.º | 11.º | 11.º | 11.º | 11.º |
| Trival Valderas  | 3.º  | 11.º | 5.º  | 10.º | 11.º | 11.º | 13.º | 8.º  | 6.º  | 7.º  | 7.º  | 8.º   | 8.º   | 7.º   | 12.º  | 16.º | 16.º | 17.º | 17.º | 17.º | 16.º | 16.º | 16.º | 16.º | 16.º | 16.º | 15.º | 13.º | 15.º | 12.º | 12.º | 12.º | 13.º | 12.º |
| Canillas         | 18.º | 18.º | 17.º | 15.º | 15.º | 14.º | 14.º | 10.º | 12.º | 14.º | 16.º | 14.º  | 18.º  | 18.º  | 7.º   | 5.º  | 4.º  | 4.º  | 5.º  | 4.º  | 7.º  | 9.º  | 9.º  | 11.º | 12.º | 12.º | 12.º | 14.º | 12.º | 14.º | 14.º | 14.º | 12.º | 13.º |
| Collado Villalba | 13.º | 12.º | 14.º | 12.º | 13.º | 13.º | 10.º | 13.º | 15.º | 17.º | 14.º | 15.º  | 11.º  | 17.º  | 18.º  | 18.º | 18.º | 18.º | 18.º | 18.º | 18.º | 18.º | 18.º | 17.º | 17.º | 17.º | 17.º | 17.º | 17.º | 16.º | 16.º | 15.º | 15.º | 14.º |
| Rayo "B"         | 10.º | 4.º  | 9.º  | 11.º | 5.º  | 3.º  | 4.º  | 6.º  | 5.º  | 4.º  | 3.º  | 5.º   | 5.º   | 5.º   | 5.º   | 7.º  | 9.º  | 12.º | 7.º  | 11.º | 13.º | 14.º | 10.º | 13.º | 14.º | 15.º | 16.º | 16.º | 16.º | 17.º | 17.º | 17.º | 16.º | 15.º |
| Parla            | 6.º  | 14.º | 16.º | 16.º | 18.º | 17.º | 16.º | 16.º | 10.º | 12.º | 11.º | 12.º* | 13.º* | 6.º   | 11.º  | 14.º | 17.º | 14.º | 9.º  | 10.º | 8.º  | 8.º  | 7.º  | 7.º  | 6.º  | 7.º  | 10.º | 10.º | 11.º | 13.º | 13.º | 13.º | 14.º | 16.º |
| Villanueva       | 11.º | 13.º | 18.º | 18.º | 17.º | 16.º | 17.º | 18.º | 18.º | 18.º | 18.º | 17.º  | 14.º  | 14.º  | 10.º  | 13.º | 15.º | 10.º | 12.º | 14.º | 14.º | 10.º | 11.º | 10.º | 13.º | 14.º | 14.º | 15.º | 14.º | 15.º | 15.º | 16.º | 17.º | 17.º |
| Pozuelo          | 8.º  | 6.º  | 7.º  | 3.º  | 4.º  | 7.º  | 11.º | 12.º | 13.º | 13.º | 13.º | 13.º* | 15.º* | 12.º  | 9.º   | 12.º | 14.º | 16.º | 16.º | 16.º | 17.º | 17.º | 17.º | 18.º | 18.º | 18.º | 18.º | 18.º | 18.º | 18.º | 18.º | 18.º | 18.º | 18.º |

## Resultados
Los horarios corresponden al huso horario de España (Hora central europea): UTC+1 en horario estándar y UTC+2 en horario de verano.

### Tabla de resultados cruzados
| Local \ Visitante             | ALA | ALC | CAN | COL | VIL | GAL  | LRO | LEG | MOS | PAC | PAR | POZ | RAY | RMA | TOR | TRE | TRI | VPA |
| ----------------------------- | --- | --- | --- | --- | --- | ---- | --- | --- | --- | --- | --- | --- | --- | --- | --- | --- | --- | --- |
| R. S. D. Alcalá               | —   | 2–1 | 1–2 | 2–0 | 1–0 | 0–2  | 1–1 | 2–2 | 1–2 | 1–0 | 5–1 | 4–1 | 1–3 | 1–2 | 3–3 | 1–2 | 1–1 | 1–1 |
| A. D. Alcorcón "B"            | 0–1 | —   | 0–2 | 3–0 | 0–1 | 0–2  | 1–0 | 0–0 | 2–2 | 3–0 | 2–1 | 2–0 | 3–1 | 1–1 | 1–1 | 0–2 | 1–1 | 1–3 |
| C. D. Canillas                | 2–2 | 1–1 | —   | 1–0 | 2–0 | 3–0* | 1–1 | 1–2 | 1–2 | 1–3 | 0–2 | 0–0 | 1–0 | 0–0 | 0–0 | 1–4 | 1–1 | 2–0 |
| C. D. Colonia Moscardó        | 1–3 | 4–2 | 3–2 | —   | 0–3 | 3–1  | 3–3 | 0–1 | 1–4 | 1–0 | 0–1 | 1–1 | 3–2 | 1–2 | 1–1 | 6–0 | 1–0 | 1–1 |
| C. U. Collado Villalba        | 1–2 | 0–0 | 0–1 | 2–3 | —   | 1–2  | 0–3 | 1–4 | 1–2 | 1–4 | 0–3 | 3–1 | 3–0 | 2–1 | 2–2 | 2–0 | 1–1 | 1–1 |
| C. D. Galapagar               | 3–3 | 2–4 | 2–2 | 0–1 | 2–2 | —    | 1–1 | 0–0 | 3–3 | 1–2 | 4–2 | 2–2 | 2–2 | 1–0 | 2–5 | 3–2 | 0–2 | 1–2 |
| Las Rozas C. F.               | 4–1 | 0–0 | 5–1 | 1–0 | 2–0 | 0–1  | —   | 5–0 | 3–1 | 2–1 | 3–1 | 3–1 | 3–0 | 0–1 | 1–0 | 1–2 | 1–1 | 0–1 |
| C. D. Leganés "B"             | 1–0 | 1–0 | 2–0 | 2–2 | 1–1 | 0–0  | 3–0 | —   | 0–1 | 1–2 | 1–2 | 0–1 | 2–1 | 2–2 | 3–1 | 3–1 | 1–1 | 1–0 |
| C. D. Móstoles URJC           | 3–2 | 0–1 | 0–0 | 2–0 | 1–1 | 0–0  | 0–0 | 0–3 | —   | 1–1 | 2–2 | 4–0 | 2–0 | 0–0 | 1–1 | 3–1 | 3–1 | 2–0 |
| C. D. Paracuellos MX          | 0–3 | 0–2 | 2–1 | 0–1 | 2–2 | 3–1  | 0–2 | 1–1 | 1–3 | —   | 2–3 | 0–0 | 1–1 | 1–4 | 2–2 | 0–2 | 0–0 | 0–1 |
| A. D. Parla                   | 0–1 | 1–1 | 0–0 | 0–0 | 0–2 | 0–1  | 1–1 | 1–3 | 1–2 | 0–1 | —   | 1–1 | 2–0 | 1–0 | 2–3 | 0–2 | 1–1 | 1–0 |
| C. F. Pozuelo de Alarcón      | 1–0 | 1–2 | 1–2 | 1–2 | 1–0 | 1–1  | 2–2 | 2–2 | 2–3 | 0–0 | 0–0 | —   | 0–3 | 0–2 | 0–1 | 2–0 | 2–2 | 1–0 |
| Rayo Vallecano "B"            | 2–2 | 0–0 | 2–1 | 0–2 | 0–1 | 4–1  | 3–1 | 0–1 | 0–4 | 1–3 | 1–1 | 3–0 | —   | 1–4 | 1–3 | 2–0 | 3–1 | 0–4 |
| Real Madrid C. F. "C"         | 1–0 | 1–0 | 5–1 | 2–0 | 2–1 | 3–0  | 6–0 | 1–0 | 2–0 | 2–1 | 1–1 | 1–0 | 0–1 | —   | 3–0 | 3–0 | 3–0 | 3–0 |
| A. D. Torrejón C. F.          | 2–0 | 0–0 | 2–0 | 1–2 | 0–0 | 0–2  | 2–0 | 0–1 | 0–0 | 1–3 | 1–0 | 0–0 | 2–2 | 0–0 | —   | 1–3 | 2–0 | 1–1 |
| C. D. F. Tres Cantos          | 0–1 | 0–1 | 1–0 | 2–3 | 1–3 | 1–0  | 1–1 | 2–0 | 0–0 | 1–1 | 5–2 | 3–0 | 0–3 | 1–2 | 1–1 | —   | 2–0 | 0–0 |
| C. F. Trival Valderas         | 2–2 | 1–0 | 2–1 | 1–1 | 1–0 | 1–0  | 0–0 | 0–3 | 2–1 | 0–1 | 1–1 | 1–1 | 3–0 | 1–2 | 1–1 | 1–1 | —   | 2–0 |
| F. C. Villanueva del Pardillo | 0–1 | 1–1 | 0–1 | 1–1 | 0–4 | 0–1  | 2–1 | 2–0 | 0–3 | 1–1 | 0–2 | 2–2 | 0–1 | 0–0 | 0–0 | 1–2 | 2–0 | —   |

[*] Resultado decretado por la RFFM por alineación indebida del C. D. Galapagar. El partido había finalizado 0-2.

## Promoción de ascenso a Segunda Federación
Se desarrollará mediante el sistema de eliminación directa conforme a lo dispuesto en el Reglamento General, jugando cada eliminatoria a doble partido.  Participarán los clubes clasificados entre los puestos 2.º y 5.º y constará de tres eliminatorias. La primera y segunda eliminatoria se disputarán entre equipos pertenecientes al mismo grupo 7, mientras que la tercera, relativa a las finales por el ascenso, se realizará, mediante sorteo puro, entre los ganadores de la segunda eliminatoria de los demás grupos de Tercera Federación. 
En caso de empate a goles en el sumatorio de los partidos de ida y vuelta, siendo el primer partido en el terreno de juego del peor clasificado, se celebrará un tiempo extra de 30 minutos dividido en dos partes de quince minutos cada una. Finalizado el tiempo extra, se declarará vencedor el equipo que haya conseguido más goles en el tiempo extra. Si a la conclusión del tiempo extra permanece el resultado en empate, se proclamará vencedor al equipo que hubiese obtenido mejor posición en la fase regular.

### Equipos clasificados
| Pos. | Grupo VII              |
| ---- | ---------------------- |
| 2.°  | C. D. Móstoles URJC    |
| 3.°  | C. D. Leganés "B"      |
| 4.°  | Las Rozas C. F.        |
| 5.°  | C. D. Colonia Moscardó |

|  | Semifinales                                               | Semifinales                                               | Semifinales                                               | Semifinales                                               | Semifinales                                               |   |     | Final                                                | Final                                                | Final                                                | Final                                                | Final                                                |  |
|  | 19 de mayo de 2024 (ida) 25 y 26 de mayo de 2024 (vuelta) | 19 de mayo de 2024 (ida) 25 y 26 de mayo de 2024 (vuelta) | 19 de mayo de 2024 (ida) 25 y 26 de mayo de 2024 (vuelta) | 19 de mayo de 2024 (ida) 25 y 26 de mayo de 2024 (vuelta) | 19 de mayo de 2024 (ida) 25 y 26 de mayo de 2024 (vuelta) |   |     | 2 de junio de 2024 (ida) 8 de junio de 2024 (vuelta) | 2 de junio de 2024 (ida) 8 de junio de 2024 (vuelta) | 2 de junio de 2024 (ida) 8 de junio de 2024 (vuelta) | 2 de junio de 2024 (ida) 8 de junio de 2024 (vuelta) | 2 de junio de 2024 (ida) 8 de junio de 2024 (vuelta) |  |
|  |                                                           |                                                           |                                                           |                                                           |                                                           |   |     |                                                      |                                                      |                                                      |                                                      |                                                      |  |
|  |                                                           |                                                           |                                                           |                                                           |                                                           |   |     |                                                      |                                                      |                                                      |                                                      |                                                      |  |
|  | 5.º                                                       | C. D. Colonia Moscardó (t. s.)                            | 0                                                         | 3                                                         | 3                                                         |   |     |                                                      |                                                      |                                                      |                                                      |                                                      |  |
|  | 5.º                                                       | C. D. Colonia Moscardó (t. s.)                            | 0                                                         | 3                                                         | 3                                                         |   |     |                                                      |                                                      |                                                      |                                                      |                                                      |  |
|  | 2.º                                                       | C. D. Móstoles URJC                                       | 0                                                         | 1                                                         | 1                                                         |   |     |                                                      |                                                      |                                                      |                                                      |                                                      |  |
|  | 2.º                                                       | C. D. Móstoles URJC                                       | 0                                                         | 1                                                         | 1                                                         |   | 5.º | C. D. Colonia Moscardó                               | 1                                                    | 1                                                    | 2                                                    |                                                      |  |
|  |                                                           |                                                           |                                                           |                                                           |                                                           |   | 5.º | C. D. Colonia Moscardó                               | 1                                                    | 1                                                    | 2                                                    |                                                      |  |
|  |                                                           |                                                           | 3.º                                                       | C. D. Leganés "B"                                         | 1                                                         | 0 | 1   |                                                      |                                                      |                                                      |                                                      |                                                      |  |
|  | 4.º                                                       | Las Rozas C. F.                                           | 3.º                                                       | C. D. Leganés "B"                                         | 1                                                         | 0 | 1   | 1                                                    | 1                                                    | 2                                                    |                                                      |                                                      |  |
|  | 4.º                                                       | Las Rozas C. F.                                           |                                                           |                                                           |                                                           |   |     | 1                                                    | 1                                                    | 2                                                    |                                                      |                                                      |  |
|  | 3.º                                                       | C. D. Leganés "B" (t. s.)                                 | 1                                                         | 4                                                         | 5                                                         |   |     |                                                      |                                                      |                                                      |                                                      |                                                      |  |
|  | 3.º                                                       | C. D. Leganés "B" (t. s.)                                 | 1                                                         | 4                                                         | 5                                                         |   |     |                                                      |                                                      |                                                      |                                                      |                                                      |  |
|  |                                                           |                                                           |                                                           |                                                           |                                                           |   |     |                                                      |                                                      |                                                      |                                                      |                                                      |  |

### Semifinales

#### C. D. Móstoles URJCvs.C. D. Colonia Moscardó
| Ida; 19 de mayo de 2024; 12:00 | C. D. Colonia Moscardó | 0:0     | C. D. Móstoles URJC | Estadio Román Valero, Madrid |                           |
|                                |                        | Reporte |                     | Árbitro(s): Vidal Esteban    | Árbitro(s): Vidal Esteban |

| Vuelta; 26 de mayo de 2024; 12:00         | C. D. Móstoles URJC  | 1:3 (1:1, 1:0) (t. s.)(Global 1:3) | C. D. Colonia Moscardó                                         | Estadio el Soto, Móstoles   |                             |
|                                           | - Álvaro Narbona 15' | Reporte                            | - Fco. José Sánchez 67' - Isaac Mendes 115' - Domingo Mba 117' | Árbitro(s): Borreda Giménez | Árbitro(s): Borreda Giménez |
| C. D. Colonia Moscardó avanza a la final. |                      |                                    |                                                                |                             |                             |

| Pasa a la final C. D. Colonia Moscardó |
| -------------------------------------- |

#### C. D. Leganés "B"vs.Las Rozas C. F.
| Ida; 19 de mayo de 2024; 12:00 | Las Rozas C. F.   | 1:1 (0:0) | C. D. Leganés "B" | Pvo. Dehesa de Navalcarbón, Las Rozas |                           |
|                                | - Lacine Koné 74' | Reporte   | - Piri 71'        | Árbitro(s): Rivas Piñeiro             | Árbitro(s): Rivas Piñeiro |

| Vuelta; 25 de mayo de 2024; 17:00    | C. D. Leganés "B"                                                                  | 4:1 (1:1, 0:0) (t. s.)(Global 5:2) | Las Rozas C. F.    | Anexo Jesús Polo, Leganés |                          |
|                                      | - Pablo Ramírez 58' - Robert Vallribera 103', 116' - Álvaro J. Álvarez 114' (pen.) | Reporte                            | - Sorín Arnaut 82' | Árbitro(s): Morey García  | Árbitro(s): Morey García |
| C. D. Leganés "B" avanza a la final. |                                                                                    |                                    |                    |                           |                          |

| Pasa a la final C. D. Leganés "B" |
| --------------------------------- |

### Final

#### C. D. Leganés "B"vs.C. D. Colonia Moscardó
| Ida; 2 de junio de 2024; 12:00 | C. D. Colonia Moscardó    | 1:1 (1:1) | C. D. Leganés "B" | Estadio Román Valero, Madrid     |                                  |
|                                | - Daniel Cuevas 7' (pen.) | Reporte   | - Koke Mota 44'   | Árbitro(s): López Del Amo Franco | Árbitro(s): López Del Amo Franco |

| Vuelta; 8 de junio de 2024; 17:00                                                    | C. D. Leganés "B" | 0:1 (0:0) (Global 1:2) | C. D. Colonia Moscardó | Anexo Jesús Polo, Leganés |                          |
|                                                                                      |                   | Reporte                | - Borja París 76'      | Árbitro(s): Morey García  | Árbitro(s): Morey García |
| C. D. Colonia Moscardó se clasifica a la fase final de ascenso a Segunda Federación. |                   |                        |                        |                           |                          |

| Accede a la fase final de ascenso a Segunda Federación C. D. Colonia Moscardó |

## Clasificado a laCopa del Rey 2024-25
| Bandera de la Comunidad de Madrid |
| C. D. Móstoles URJC               |
| 2.º Grupo                         |

Nota: Hay posibilidad de que el subcampeón u otro clasificado posterior se clasifique a la Copa del Rey siempre que no sea un equipo filial/afiliado.

## Estadísticas

### Máximos goleadores
| Pos. | Jugador          | Equipo                   | Goles | Part. | Pen. | PG. | Prom. | Min.  | M/G  |
| ---- | ---------------- | ------------------------ | ----- | ----- | ---- | --- | ----- | ----- | ---- |
| 1.º  | Lacine Koné      | Las Rozas C. F.          | 22    | 36    | 4    | 16  | 0.61  | 2925′ | 133′ |
| 2.º  | Etienne Eto'o    | C. U. Collado Villalba   | 15    | 30    | 1    | 12  | 0.5   | 2116′ | 141′ |
| 3.º  | Esteban Aparicio | Real Madrid C. F. "C"    | 12    | 23    | 2    | 9   | 0.52  | 1776′ | 148′ |
| 4.º  | Álvaro Portilla  | C. D. Móstoles URJC      | 11    | 30    | 2    | 10  | 0.37  | 2790′ | 254′ |
| =    | Jorge Pradillos  | C. D. Paracuellos MX     | 11    | 33    | 0    | 10  | 0.33  | 2691′ | 245′ |
| 6.º  | Mario Jiménez    | A. D. Torrejón C. F.     | 10    | 35    | 0    | 8   | 0.29  | 2809′ | 281′ |
| =    | Aitor Asensio    | C. D. Colonia Moscardó   | 10    | 35    | 0    | 9   | 0.29  | 2604′ | 260′ |
| =    | Héctor Gutiérrez | C. F. Pozuelo de Alarcón | 10    | 34    | 0    | 10  | 0.29  | 2415′ | 242′ |

### Mejor portero
| Pos. | Jugador                | Equipo                        | G.E. | P.J. | Inva. | Coef. |
| ---- | ---------------------- | ----------------------------- | ---- | ---- | ----- | ----- |
| 1.º  | Fran González          | Real Madrid C. F. "C"         | 11   | 22   | 10    | 0.5   |
| 2.º  | Damián Climent         | F. C. Villanueva del Pardillo | 39   | 34   | 8     | 1.15  |
| 3.º  | Carlos Morales         | C. D Paracuellos MX           | 43   | 32   | 5     | 1.34  |
| 4.º  | Guillermo Pérez        | C. D. Colonia Moscardó        | 44   | 32   | 7     | 1.38  |
| 5.º  | Andrés Muñoz Sito      | A. D. Parla                   | 47   | 34   | 10    | 1.38  |
| 6.º  | Óscar Otero            | C. D. F. Tres Cantos          | 42   | 30   | 8     | 1.4   |
| 7.º  | Guillermo Regulo Willy | C. F. Pozuelo de Alarcón      | 42   | 28   | 9     | 1.5   |
| 8.º  | Mario Ramos            | Rayo Vallecano "B"            | 48   | 30   | 7     | 1.6   |

### Récords
- Primer gol de la temporada: Anotado por Asier López Serrano, para el Rayo Vallecano "B"
Rayo Vallecano "B" vs. A. D. Parla (9 de septiembre de 2023).
- Último gol de la temporada: Anotado por Borja París, para el C. D. Colonia Moscardó
C. D. Leganés "B" vs. C. D. Colonia Moscardó (8 de junio de 2024).
- Mayor número de goles marcados en un partido: 7 goles
C. D. Galapagar 2 – 5 A. D. Torrejón C. F. (Jornada 1).
C. D. F. Tres Cantos 5 – 2 A. D. Parla (Jornada 27).

- Mayor victoria local:
 C. D. Colonia Moscardó 6 – 0 C. D. F. Tres Cantos (14 de enero de 2024).
Real Madrid C. F. "C" 6 – 0 Las Rozas C. F. (27 de enero de 2024).
- Mayor victoria visitante:
 F. C. Villanueva del Pardillo 0 – 4 C. U. Collado Villalba (Jornada 11).
Rayo Vallecano "B" 0 – 4 F. C. Villanueva del Pardillo (Jornada 15).
Rayo Vallecano "B" 0 – 4 C. D. Móstoles URJC (Jornada 25).

### Tripletes o más
A continuación se detallan los tripletes conseguidos a lo largo de la temporada.
| Fecha | Jugador | Goles | Local |  | Resultado |  | Visitante | Rep. |
| ----- | ------- | ----- | ----- |  | --------- |  | --------- | ---- |

### Rachas
- Mayor racha invicta: (24 partidos)
 C. D. Móstoles URJC
- Mayor racha de victorias: (8 partidos)
 C. D. Móstoles URJC
- Mayor racha de partidos sin ganar: (14 partidos)
 C. F. Pozuelo de Alarcón
- Mayor racha de derrotas: (6 partidos)
 C. F. Pozuelo de Alarcón

### Disciplina
- Equipo con más tarjetas amarillas: (118) R. S. D. Alcalá.
- Jugador con más tarjetas amarillas: (14) Y. Tenkou (C. F. Trival Valderas).
- Equipo con más tarjetas rojas: (9) C. D. Canillas.
- Jugador con más tarjetas rojas: (3) Youssef Akou (C. F. Trival Valderas); Marcos García (C. D. Canillas).

## Copa RFFM de Tercera División
La Copa RFFM de Tercera División de esta temporada 2023-24 correspondería a la sexta edición, no se disputó por falta de fechas. Ya que varios equipos, clasificados para esta competición, decirieron jugar la Copa RFEF (Fase Regional de Madrid).
Los ocho equipos participantes habrían sido, por orden de clasificación, los siguientes:
| Pos.(1) | Tercera Federación - Grupo VII 2022-23 |
| ------- | -------------------------------------- |
| 2.°     | RSC Internacional F. C.(2)             |
| 4.°     | C. D. B. Paracuellos Antamira(3)       |
| 5.°     | C. D. Móstoles U.R.J.C.(4)             |
| 6.°     | R. S. D. Alcalá(4)                     |
| 7.°     | Las Rozas C. F.(4)                     |
| 8.°     | C. F. Trival Valderas                  |
| 9.°     | C. F. Pozuelo de Alarcón(4)            |
| 10.°    | A. D. Torrejón C. F.(4)                |